# Rendszeroktatás
A rendszeroktatás egy innovatív interdiszciplináris megközelítés, amelynek célja, hogy a tudósok és klinikusok következő generációját felvértezze a különböző tudományterületek komplex kihívásainak megértéséhez és kezeléséhez szükséges eszközökkel. A rendszerbiológia és a rendszergyógyászat keretei által inspirált rendszeroktatás holisztikus szemléletet alkalmaz, amely a gyakorlati és együttműködésen alapuló tanulási módszerekre helyezi a hangsúlyt, így az egészségügy területein túl is alkalmazhatóvá válik.

### A rendszeroktatás elemei
- Tapasztalati tanulás: A gyakorlati, tapasztalati tanulás hangsúlyozása a mélyebb megértés érdekében.
- Tanítás általi elmélyítés: A résztvevők ösztönzése arra, hogy a fogalmakat társaiknak tanítva erősítsék saját tudásukat, elősegítve az együttműködést.

Az orvostudományok területén ezt a koncepciót először Hegyi Péter és Varró András írta le 2024-ben a Nature Medicine folyóiratban megjelent Systems education can train the next generation of scientists and clinicians című publikációjában. A módszertant jelenleg a Nemzeti Tudósképző Akadémia és a Semmelweis Egyetem Transzlációs Medicina Intézete alkalmazza intenzíven.

### A rendszeroktatás fő célkitűzései
1. Interdiszciplináris képzés: Az olyan tudományágak közötti szakadékok áthidalása, mint a biológia, az informatika és az orvostudomány.
2. Fejlett kutatási készségek: A hallgatók felkészítése összetett adathalmazok kezelésére és számítógépes modellek alkalmazására.
3. Általános alkalmazhatóság: Egy rugalmas keretrendszer biztosítása, amely a tudomány és oktatás különböző területeire alkalmazható.

### Történelmi kontextus és hatás
A rendszeroktatás bevezetése fordulópontot jelentett a tudományos és szakmai képzésben, a tanulás holisztikus és részvételen alapuló megközelítését hangsúlyozva. Bár a koncepció széles körben alkalmazható valamennyi tudományterületen, Hegyi és Varró írta le elsőként annak strukturált alkalmazását az orvostudományokra vonatkozóan. Munkájuk rávilágít arra, hogy a koncepció képes választ adni a sürgető globális kihívásokra, amivel a Rendszeroktatás a modern oktatási stratégiák fejlesztésének alapkövévé válik.